# 庫祖巴季齊亞
49°37′58″N 24°46′13″E / 49.63278°N 24.77028°E
庫祖巴季齊亞（烏克蘭語：Кузубатиця），是烏克蘭西部的村莊，隸屬利維夫州的利維夫區。該村始建於1348年，面積2.3平方公里，海拔高度348米，2001年人口69，人口密度每平方公里30人。